# Chiesa di San Pietro in Vinculis (Limone sul Garda)
La chiesa di San Pietro in Vinculis (o in Vincoli), o di San Pietro in Oliveto, è una chiesa cattolica situata nel comune di Limone sul Garda, in provincia di Brescia. È sussidiaria della parrocchiale di San Benedetto di Limone e fa parte della diocesi di Brescia.

## Storia

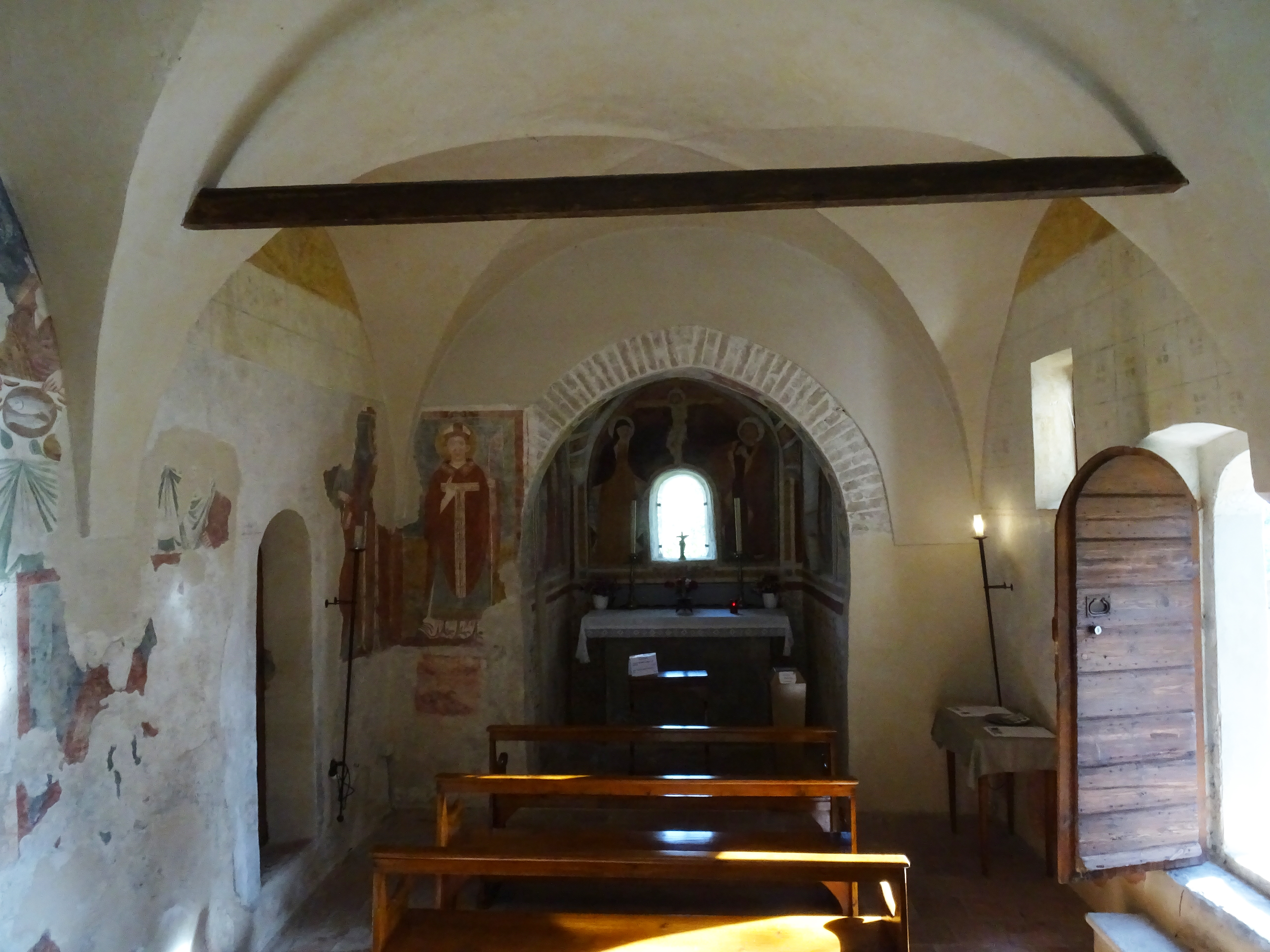
Interno

La chiesa, la più antica di Limone, sorse in epoca altomedievale tra il VIII e il IX secolo; l'origine non è chiara: la scelta del santo patrono fa pensare alla fondazione da parte di un ordine monastico, mentre l'analisi delle sepolture circostanti suggerisce che fosse la cappella funeraria privata di qualche famiglia benestante. La prima citazione documentale è in una bolla papale di Urbano III del 1187, dove è ricordata tra le dipendenze della pieve di Tremosine. Tra Due e Trecento venne rifatto e affrescato il presbiterio, e tra il Tre e il Quattrocento venne affrescata anche l'aula; nel Cinquecento venne poi aggiunto il portico laterale.
La chiesa di San Benedetto di Limone venne elevata a parrocchiale nel 1532, ma San Pietro rimase soggetta a Tremosine sino al 1578, anno in cui venne permutata a Limone; nel frattempo, una visita pastorale di Domenico Bollani ordinò di rimuovere due altari laterali che erano presenti. L'area circostante la chiesa era adibita a cimitero sin dalla fondazione, e lo era ancora all'epoca di una visita di Carlo Borromeo del 1580.
Nei secoli seguenti sono documentati vari interventi: la sostituzione dell'originale soffitto a capriate con volte a vela (forse nel Seicento), un restauro nel 1669, e poi la ristrutturazione del campanile nel 1736; il rifacimento dei tetti (1749) e del pavimento (1868), la ristrutturazione dei tetti (1894). Durante la prima guerra mondiale venne smantellato il campanile, perché poteva fungere da riferimento per individuare la postazione di artiglieria che si trovava nella vicina località di Crocette; venne in seguito sostituito da un campanile a vela.
Seguono un restauro generale nel 1928, e uno delle coperture nel 1960; verso il 1980 cedette la volta a botte del portico laterale, che venne ricostruita in calcestruzzo. Durante un altro intervento del 1989 si riscoprirono gli affreschi, a loro volta restaurati nel 2005-08.
La chiesa, già meta di processioni per le rogazioni una volta al mese, è ormai officiata una sola volta all'anno, il giorno di san Pietro (29 giugno).

## Descrizione

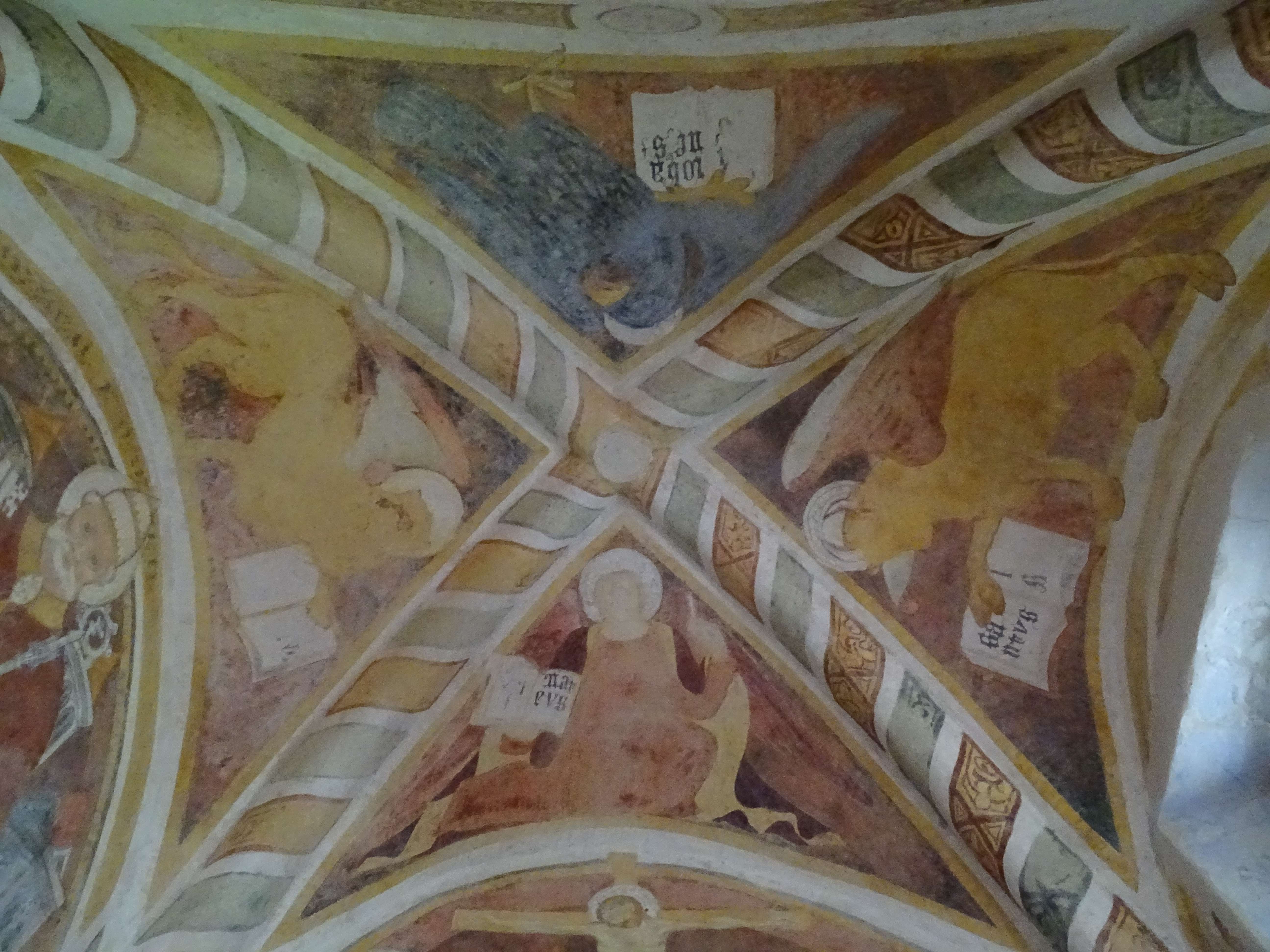
I simboli degli evangelisti sulla volta del presbiterio

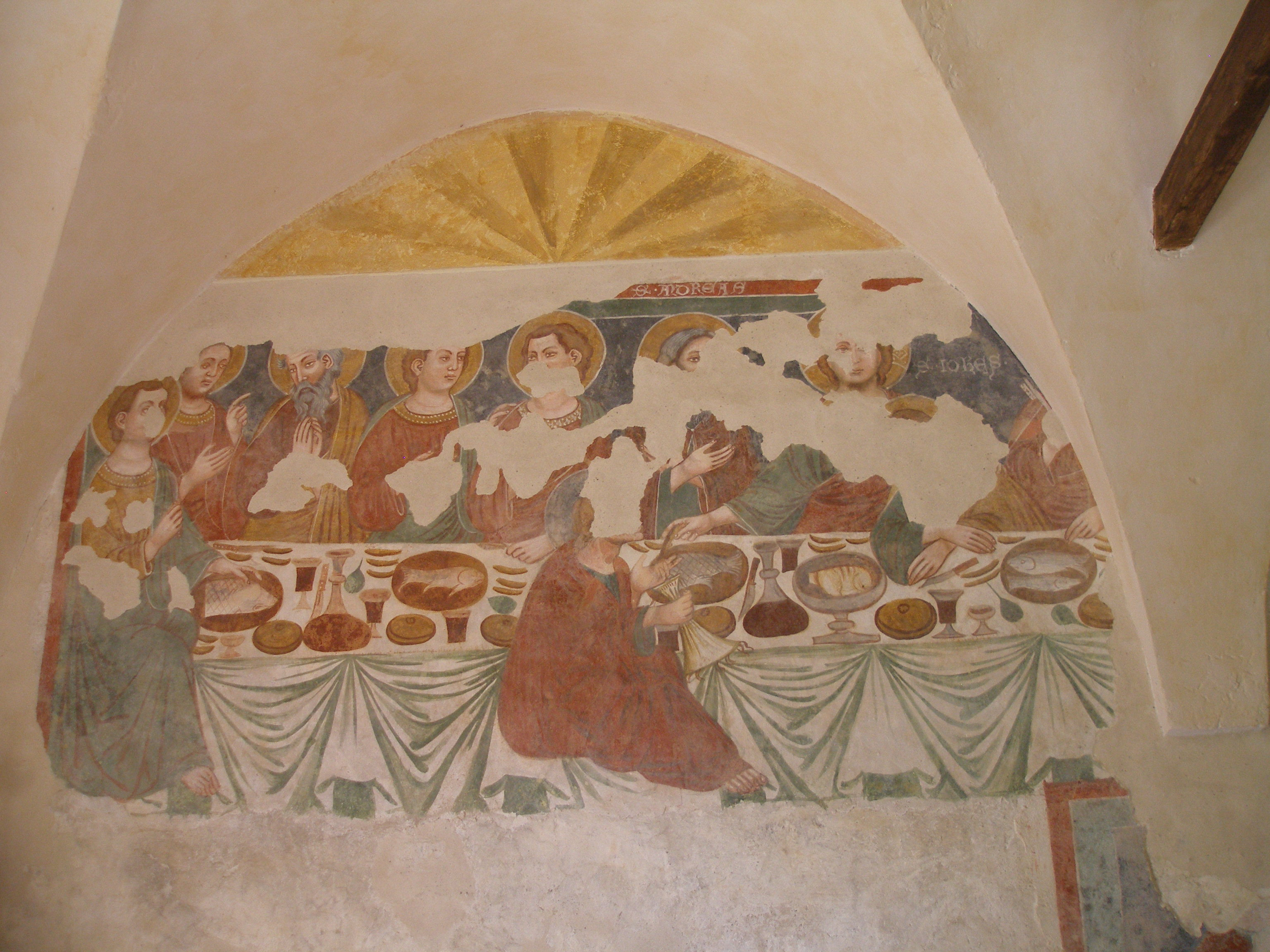
L'affresco dell'Ultima Cena

### Esterno
La chiesa, in stile romanico e regolarmente orientata verso est, si trova a sud-ovest dell'abitato di Limone, negli uliveti che costeggiano la vecchia la strada per Tremosine. La pianta è larga 5,2x7,6 metri, più il corpo dell'abside, di 3x3,2 metri. 
Si presenta con facciata a capanna, aperta dal portale d'accesso e da un rosone al centro. Sul fianco sinistro si trovano la sagrestia e un piccolo campanile a vela, e su quello destro un portico con vari graffiti che ricordano avvenimenti di vario genere, dalle cattive annate per l'agricoltura e i prezzi di vino, olio e frumento, sino alla peste del 1630 e alla sconfitta di Napoleone nella campagna di Russia. Sulla parete esterna dell'abside si trovano, assai degradati, i resti di un grande affresco di san Cristoforo.

### Interno
L'interno è a navata unica, voltata a crociera; l'arco santo leggermente acuto introduce al presbiterio rettangolare, rialzato rispetto all'aula e illuminato da una monofora.
In chiesa sono presenti vari lacerti di affreschi; sulla parete nord della navata si vedono un'Ultima Cena, a cui è parzialmente sovrapposta una Madonna in trono con il Bambino, mentre a cavallo dell'angolo tra le pareti nord e est vi sono tre santi (quella centrale è santa Lucia, e il più a destra è san Zeno), di epoca probabilmente trecentesca. Il presbiterio è completamento dipinto: vi sono la Crocifissione con la Madonna e san Giovanni sulla parete di fondo, san Pietro in trono su quella sinistra, sant'Antonio abate su quella destra e i simboli degli evangelisti sulla volta; motivi geometrici ornano i costoloni della volta e l'intradosso dell'arco santo.
In chiesa si conserva anche un'acquasantiera in marmo bianco decorata a cerchi intrecciati, coeva alla fondazione e murata nella parete meridionale, mentre due frammenti di plutei sono in una collezione privata a Brescia.